# Tabongrotten
De Tabongrotten zijn een groep grotten op Lipuun Point, ten noorden van de gemeente Quezon in het zuidwestelijke deel van de provincie Palawan op het gelijknamige eiland van de Filipijnen. Ze maken deel uit van het natuurreservaat Lipuun Point, opgericht om de grotten en de directe omgeving te beschermen tegen ontbossing en om de aanwezige culturele artefacten te behouden.
De grotten zijn vernoemd naar het Filipijns boshoen, ook wel Tabon genoemd. Het wordt begrensd in het zuiden door de stad Quezon, Panitian in het Westen, en de Zuid-Chinese Zee in het noorden en het oosten. Van de 215 bekende grotten zijn 29 onderzocht en zeven hiervan staan open voor het publiek. De zeven omvatten Tabon, Diwata, Igang en Liyang. Een van de oudste menselijke fossielen in de Filipijnen, de Tabonmens, werd hier gevonden in 1962. Andere opgegraven maar nog niet onderzochte overblijfselen worden ter plaatse bewaard. 
Het Lipuun Point-reservaat omvat een 138 ha groot eiland, verbonden met het vasteland van Palawan door een mangrovebos. Het werd in april 1972 een reservering van het site-museum uitgeroepen en werd in 1991 een prioritaire site voor het natuurlijke en culturele erfgoed van het toerisme gebracht voor de ontwikkeling van het toerisme.
In 2006 werd het Grottencomplex van Tabon en het geheel van Lipuun toegevoegd aan de voorlopige lijst van de Filipijnen voor toekomstige nominatie als UNESCO-werelderfgoed.
Het complex wordt beheerd door het Nationaal Museum van de Filipijnen en is in februari 2011 door dezelfde instelling tot nationale culturele schat verklaard.

## Archeologische vondsten
De grotten werden tussen 1962 en 1966 onderzocht door Dr. Robert B. Fox en een team van het Nationaal Museum van de Filipijnen. De bekendste vondst is het schedeldak van de Tabonmens, verondersteld ongeveer 22.000-24.000 jaar oud te zijn. Het team vond meer dan 1.500 grafurnen. Een daarvan, de Manunggulpot, wordt beschouwd als een nationale culturele schat. Andere vondsten omvatten aardewerk, jade-ornamenten en sieraden, vele stenen gereedschappen, dierenbeenderen en menselijke fossielen daterend tot 47.000 jaar geleden, de vroegste menselijke resten in de Filipijnen. De archeologische vondsten wijzen op bewoning van 50.000 tot 700 jaar geleden. De kalksteenformaties in de reservering dateren 25 miljoen jaar geleden, het Vroege Midden-Mioceen.
Radionuclide-dateringstechnieken toonden dat de grotten in de periode van 30.000 tot 9.000 jaar geleden bijna continu bewoond werden. Steenafslagen, hamers en andere stenen gereedschappen tonen dat de site mogelijk als werkplaats is gebruikt. Opgravingen onthullen ook gegevens over het dieet, inclusief varkens en herten die vandaag in de Filipijnen zijn uitgestorven.
3000 jaar geleden begon men de overledenen te cremeren en de resten in urnen te plaatsen, een gebruik dat duurde tot 1500 jaar geleden. Dit bewijst dat het gebied werd gedomineerd door mensen van de Sa Huỳnhcultuur. De Sa Huỳnh sierden hun doden met kralen van agaat, carneool en glas uit India en Iran. Een migratie van Sa Huỳnh-mensen naar Vietnam wordt door veel wetenschappers beschouwd de voorouders van de Cham te zijn geweest.
Andere vondsten omvatten een gouden hanger met de afbeelding van een Garoeda.